# Šimonovice
Šimonovice är en ort i Tjeckien. Den ligger i den norra delen av landet, 80 km nordost om huvudstaden Prag. Šimonovice ligger 510 meter över havet och antalet invånare är 417.
Terrängen runt Šimonovice är kuperad åt nordost, men åt sydväst är den platt. Terrängen runt Šimonovice sluttar söderut. Runt Šimonovice är det ganska tätbefolkat, med 75 invånare per kvadratkilometer. Närmaste större samhälle är Liberec, 6,7 km norr om Šimonovice. Omgivningarna runt Šimonovice är en mosaik av jordbruksmark och naturlig växtlighet.